# Nando Wormgoor
Nando Wormgoor (Leersum, 17 februari 1992) is een voormalig Nederlands profvoetballer die bij voorkeur als verdediger speelde. 
Wormgoor speelde in de jeugd van SBV Vitesse. Hij debuteerde in het seizoen 2013/14 in het betaald voetbal in het shirt van FC Dordrecht. Daarmee speelde hij dat seizoen tien competitieduels en dwong hij met zijn club promotie af naar de hoogste divisie in het Nederlandse betaald voetbalsysteem. In de eerste helft van het daaropvolgende seizoen kwam Wormgoor niet in actie voor Dordrecht. De club verhuurde hem in december 2014 voor een half jaar aan RKC Waalwijk. Daar tekende hij vervolgens een definitief contract tot medio 2017. In 2017 ging hij voor DOVO in de Derde divisie spelen.

## Spelerstatistieken

### Overzicht als clubspeler
| seizoen         | club            | land            | competitie      | duels | goals |
| --------------- | --------------- | --------------- | --------------- | ----- | ----- |
| 2013/14         | FC Dordrecht    | Nederland       | Eerste divisie  | 10    | 0     |
| → 2014/15       | RKC Waalwijk    | Nederland       | Eerste divisie  | 14    | 0     |
| 2015/16         | RKC Waalwijk    | Nederland       | Eerste divisie  | 17    | 0     |
| 2016/17         | RKC Waalwijk    | Nederland       | Eerste divisie  | 16    | 0     |
| Carrière totaal | Carrière totaal | Carrière totaal | Carrière totaal | 57    | 0     |

## Trivia
- Nando Wormgoor is de broer van voetballer Vito Wormgoor.